# Richard W. Leche
Richard W. Leche, né le 17 mai 1898 et mort le 22 février 1965, est gouverneur de la Louisiane du 12 mai 1936 au 26 juin 1939, Démocrate.

## Biographie

### Carrière politique
Contraint à démissionner de son poste de gouverneur le 26 juin 1939, Leche est condamné l'année suivante à 10 ans de prison pour cause de fraude. Il est finalement libéré en 1945 et pardonné en 1953 par le président des États-Unis de l'époque, Harry S. Truman. Leche continua par après sa carrière d'avocat jusqu'à son décès en 1965.